# Mezloug
Mezloug est une commune de la wilaya de Sétif en Algérie.

## Institut national de recherche forestière
Cette commune abrite une station de recherche et d'expérimentation rattachée à l'Institut national de recherche forestière.